# 陽西県
陽西県（ようせいけん）は中華人民共和国広東省陽江市に位置する県。

## 歴史
前漢により安寧県が設置された。中華民国が成立すると陽江県が設置された。1988年の陽江県の廃止に伴い、陽西県・江城区・陽東区に分割され陽西県が成立した。

## 行政区画
下部に8鎮を管轄する
- 織篢鎮、程村鎮、塘口鎮、上洋鎮、渓頭鎮、沙扒鎮、儒洞鎮、新圩鎮

## 交通

### 鉄道
- 中国鉄路総公司
  - 深湛線
    - 陽西駅

### 道路
- 高速道路
  - 瀋海高速道路
- 国道
  - G325国道